# Skamol
Skamol Group er en dansk virksomhed, der leverer special-isoleringssystemer til både byggeri- og industribranchen. Hovedsædet ligger i Aarhus, og beskæftiger ca. 250 personer på globalt plan. Aktiviteterne er samlet omkring 4 fabrikker i Danmark og Polen.

## Historie
Virksomheden blev grundlagt i 1912 under navnet Skarrehage Molerværk A/S med det formål at udnytte aflejringerne af den unikke diatoméjord kendt som "moler" til brug i produktionen af molersten. Disse blev oprindeligt brugt til lokalt boligbyggeri og skorstensforinger, men har siden da udviklet sig til at blive brugt som isolering i både byggeri- og industribranchen på globalt plan. Senere er der blevet udvidet med diatomit, kalciumsilikat og vermikulit, der i dag indgår produktporteføljen.
I 1991 blev Skamol Group solgt til Auriga Industries. Siden blev virksomheden købt af Polaris Private Equity, og i 2013 overtaget af FSN Capital, som ejer 64 % af aktierne. Livsforsikringsselskaberne Danica Pension og PenSam som væsentlige mindretalsaktionærer.
Skamol Group blev i 2023 solgt til Etex Group.[kilde mangler]

## Produkter
Isoleringssystemerne anvendes bl.a. til varme og brandisolering. Moler og diatomit bruges hovedsagligt til fremstilling af isoleringssten, mens kalciumsilikat og vermikulit bruges hovedsagligt til fremstilling af isoleringsplader 
Materialerne komplementerer hinanden, da de hver især har specifikke egenskaber. 